# Lineodes polychroalis
Lineodes polychroalis là một loài bướm đêm trong họ Crambidae.